# Costituzione del Regno dei Paesi Bassi
La Costituzione del Regno dei Paesi Bassi (in olandese: Grondwet voor het Koninkrijk der Nederlanden) è la costituzione dei Paesi Bassi adottata nel 1815 ed attualmente in vigore, con numerose modifiche.

## Storia
La prima costituzione olandese del 1579 fonda la Repubblica delle Sette Province Unite, stato di tipo confederale. Entra in vigore con l'Unione di Utrecht. Nel 1798, successivamente alla creazione nel 1795 della Repubblica batava (uno Stato unitario), viene redatta una nuova costituzione.
La repubblica fa fronte a numerose riforme costituzionali nel 1801 e nel 1805, e la costituzione viene poi sostituita nel 1806 da quella del Regno d'Olanda. Il Regno dei Paesi Bassi viene istituito nel 1814, e nel 1815 viene pubblicata la sua prima Costituzione.
Si ritiene che il testo attualmente in vigore derivi dalla revisione del 1848 quando, in seguito ai movimenti rivoluzionari nei paesi vicini, il re Guglielmo II accettò l'introduzione della responsabilità ministeriale, e una commissione presieduta da Johan Rudolf Thorbecke fu nominata per la redazione del nuovo testo.
Nel 1917 viene introdotto il suffragio universale. L'ultimo importante cambiamento ha luogo nel 1983, con in particolare l'introduzione dei diritti sociali, l'ufficializzazione di Amsterdam come capitale del regno e la revisione della legge di successione al trono. Successivamente sono state effettuate altre revisioni di importanza minore, l'ultima delle quali ha luogo nel 2008, che toglie al Re il potere effettivo di formazione del Governo, rimesso al Parlamento.

## Disposizioni
Il capitolo 1, Dei diritti fondamentali, racchiude le disposizioni riguardanti l'uguaglianza sociale (art. 1), il diritto di voto, la libertà di culto, la libertà d'insegnamento (art. 23), la libertà d'espressione, la libertà di riunione e di protesta, insieme al diritto alla riservatezza.

## Statuto del Regno
Il territorio del Regno dei Paesi Bassi si estende ai territori non europei di Aruba, Curaçao e Saint Martin. La costituzione non si applica a questi territori, mentre lo Statuto è valido per l'interezza del territorio neerlandese e la Costituzione vi è subordinata.

## Procedura di revisione
Una proposta di revisione deve essere in primo luogo approvata con la maggioranza assoluta dei membri del Senato dei Paesi Bassi e della Camera dei Rappresentanti dei Paesi Bassi, le due camere del Parlamento olandese. In seguito occorre che gli Stati generali siano disciolti e che le elezioni generali abbiano luogo, prima che la proposta di revisione sia di nuovo discussa e votata, alla maggioranza dei due terzi dei membri delle due camere. Ciò consente al corpo elettorale di pronunciarsi indirettamente sulla proposta di revisione.